# Ignacio Iturria
Ignacio Iturria (Montevideo, 1 de abril de 1949) es un pintor, grabador y docente uruguayo.

## Biografía
Comenzó sus estudios en la Universidad del Trabajo del Uruguay y luego en el Instituto Nacional de Bellas Artes y los continuó en talleres de los docentes uruguayos Nelson Ramos, Willy Marchand y Julio Verdié.
En 1977 se radica en Cadaqués, una pequeña ciudad costera cerca de Barcelona, España donde toma clases con Ramón Aguilar Moré. Allí realiza exposiciones individuales y colectivas regresando a Uruguay en 1986.[cita requerida]

## Premios y reconocimientos
Representó a Uruguay en la Bienal de Cuenca en 1994 donde obtuvo el Gran Premio de la Bienal y en 1995 fue elegido como representante de Uruguay para participar en la Bienal de Venecia y obtuvo el Premio Casa di Risparmio otorgado en el evento.
En 1997 participó de la Bienal de San Juan de Puerto Rico y en 2001 en la Bienal del Mercosur.
Obtuvo en 2001 el Premio Figari.
En 2013 creó la Fundación Iturria dedicándose a exponer obras de otros artistas y alumnos.